# Kiribatische Beachhandball-Nationalmannschaft der Junioren
Die kiribatische Beachhandball-Nationalmannschaft der Junioren repräsentiert die Kiribati Handball Federation als Auswahlmannschaft auf internationaler Ebene bei Länderspielen im Beachhandball gegen Mannschaften anderer nationaler Verbände.
Als Überbau fungiert die A-Nationalmannschaft, das männliche Pendant ist die Kiribatische Beachhandball-Nationalmannschaft der Juniorinnen.

## Geschichte
Handball hat in Ozeanien keine große Tradition, abgesehen von den beiden größeren Nationen Australien und Neuseeland wird er vor allem noch in kulturell französisch beeinflussten Regionen wie Neukaledonien gespielt. Somit brauchte Beachhandball in der Region einige Zeit um überhaupt bekannt zu werden, obwohl die Natur des Sports als Strandsport eigentlich prädestiniert für eine Verbreitung auf den vielen Inseln ist. Die Entwicklung des Sports verläuft vergleichsweise schnell, seit 2017 bestehen die Nachwuchsnationalteams und im Juni des Jahres fand auf der Insel ein erstes internationales Turnier statt.
Bei den erstmals ausgetragenen Junioren-Ozeanienmeisterschaften 2017 auf Rarotonga, der Hauptinsel der Cookinseln, nahm auch Kiribati das erste Mal an einem internationalen Turnier für Nationalmannschaften teil. Somit waren die Nachwuchsnationalmannschaften zwei Jahre vor den A-Mannschaften begründet worden. Australien galt als großer Favorit des Turniers, Kiribati als größte Außenseitermannschaft. Beim letztendlichen Sieg Australier schied Kiribati nach vier Niederlagen geschlechtsübergreifend als einzige Mannschaft schon nach der Vorrunde aus und belegte den letzten Platz.
Seitdem fand in Ozeanien, auch aufgrund der COVID-19-Pandemie, bislang kein Turnier für Nachwuchs-Nationalmannschaften mehr statt.

## Teilnahmen
| Olympische Jugendspiele - 2018 (U 18): nicht qualifiziert - 2026 (U 18): | Junioren-Weltmeisterschaften - 2017 (U 17): nicht qualifiziert - 2022 (U 18): nicht qualifiziert | Junioren-Ozeanienmeisterschaften - 2017 (U 17): 5. - 2020: ausgefallen |